# Hiroki Muto
Hiroki Muto, född 26 juni 1997, är en japansk bågskytt. Han deltog vid olympiska sommarspelen 2020.